# The Power to Believe
The Power to Believe – album studyjny nagrany najpewniej w roku 2002 przez grupę King Crimson i wydany w marcu 2003 r.

## Historia i charakter albumu
Po niedobrze przyjętym przez krytykę albumie The ConstruKction of Light, grupa wydała minialbum Happy with What You Have to Be Happy with w 2002 r. i niecały rok później pełny album studyjny The Power to Believe. Uważa się, że oba wydawnictwa się uzupełniają.
The Power to Believe jest albumem koncepcyjnym, może być nawet uważany za swoistą rockową operę.
Tym razem album został bardzo dobrze przyjęty przez krytykę.
Płyta prezentuje nieco uproszczone, w stosunku do bardziej wyrafinowanych utworów King Crimson, brzmienie. Jest ono również niezwykle mocne i potężne, z łatwością dorównujące brzmieniu najpotężniejszych grup hardrockowych.

## Lista utworów
| 1.  | The Power to Believe (Part I: A Capella) (A. Belew)                                   | 0:44  |
|     |                                                                                       |       |
| 2.  | Level Five (A.Belew/R. Fripp/T. Gunn/P. Mastelotto)                                   | 7:17  |
|     |                                                                                       |       |
| 3.  | Eyes Wide Open (A.Belew/R. Fripp/T. Gunn/P. Mastelotto)                               | 4:08  |
|     |                                                                                       |       |
| 4.  | EleKtriK (A.Belew/R. Fripp/T. Gunn/P. Mastelotto)                                     | 7:59  |
|     |                                                                                       |       |
| 5.  | Facts of Life (Intro) (A.Belew/R. Fripp/T. Gunn/P. Mastelotto)                        | 1:38  |
|     |                                                                                       |       |
| 6.  | Facts of Life (A.Belew/R. Fripp/T. Gunn/P. Mastelotto)                                | 5:05  |
|     |                                                                                       |       |
| 7.  | The Power to Believe (Part II: Power Circle) (A.Belew/R. Fripp/T. Gunn/P. Mastelotto) | 7:43  |
|     |                                                                                       |       |
| 8.  | Dangerous Curves (A.Belew/R. Fripp/T. Gunn/P. Mastelotto)                             | 6:42  |
|     |                                                                                       |       |
| 9.  | Happy With What You Have to Be Happy With (A.Belew/R. Fripp/T. Gunn/P. Mastelotto)    | 3:17  |
|     |                                                                                       |       |
| 10. | The Power to Believe (Part III) (A.Belew/R. Fripp/T. Gunn/P. Mastelotto)              | 4:09  |
|     |                                                                                       |       |
| 11. | The Power to Believe (Part IV: Coda) (R. Fripp)                                       | 2:29  |
|     |                                                                                       |       |
|     |                                                                                       | 51:11 |
|     |                                                                                       |       |

## Twórcy
Źródło.
- Robert Fripp – gitara, mastering
- Adrian Belew – śpiew, gitara
- Trey Gunn – gitary Warr
- Pat Mastelotto – perkusja
- Jeff Juliano – inżynieria dźwięku
- Simon Heyworth – mastering
- David Singleton – mastering
- Machine – inżynieria dźwięku, miksowanie, programowanie, produkcja
- Ken Latchney – realizacja nagrań
- P.J. Crook – okładka
- Hugh O’Donnell – dizajn

## Listy tygodniowe
| Kraj              | Lista                      | Pozycja |
| ----------------- | -------------------------- | ------- |
| Finlandia         | Suomen virallinen lista    | 25      |
| Francja           | Les Charts                 | 128     |
| Niemcy            | Offizielle Deutsche Charts | 65      |
| Polska            | OLiS                       | 18      |
| Stany Zjednoczone | Billboard 200              | 150     |
| Wielka Brytania   | Independent Albums Chart   | 21      |
| Wielka Brytania   | Rock & Metal Albums Chart  | 23      |
| Włochy            | Italian Charts             | 45      |